# جانی دیگه اینجا زندگی نمی‌کنه
جانی دیگه اینجا زندگی نمی‌کنه (انگلیسی: Johnny Doesn't Live Here Any More) یک فیلم در ژانر کمدی رمانتیک به کارگردانی جو مای است که در سال ۱۹۴۴ منتشر شد.

## بازیگران
- سیمون سیمون
- مینا گامبل
- رابرت میچام
- جرج چندلر
- داگلاس فاولی
- ماری فیلد
- چستر کلوت
- بیلی لافلین
- جیمز الیسون
- فرن اِمِت